# جی هاردوی
جوبکه پیتر هندریک هایبلوم (هلندی: Jobke Pieter Hendrik Heiblom؛ ۲۷ آوریل ۱۹۹۱)، که بیشتر با نام هنری جِی هاردْوِی (انگلیسی: Jay Hardway؛ نوشته‌شده به‌صورت JΔY HΔRDWΔY) شناخته می‌شود، دی‌جی و تهیه‌کنندهٔ موسیقی اهل درونن، برابانت شمالی، هلند است. او طبق قرارداد آثار خود را از طریق شرکت اسپینین رکوردز منتشر می‌کند. جی هاردوی بیشتر به‌خاطر همکاری‌اش با مارتین گریکس، دیگر دی‌جی هلندی، در ساخت قطعهٔ «ویزارد» شناخته شده است. این تک‌آهنگ در سال ۲۰۱۳ به یک قطعهٔ موفق در سطح جهان تبدیل شد و در بلژیک، فرانسه و هلند در جدول‌های رتبه‌بندی موسیقی قرار گرفت.

## فعالیت حرفه‌ای

### ۲۰۱۲–اکنون: پیشرفت و تک‌آهنگ‌ها
حاصل نخستین همکاری هاردوی با مارتین گریکس قطعهٔ «کد ثبت‌نام» در سال ۲۰۱۲ به‌صورت رایگان برای دانلود در ساندکلود منتشر شد. در مارس ۲۰۱۳، این دو تک‌آهنگ «خطای ۴۰۴» را از طریق دورن رکوردز منتشر کردند. در دسامبر ۲۰۱۳، هاردوی و گریکس تک‌آهنگ «ویزارد» را از طریق اسپینین رکوردز منتشر کردند که به یکی از موفق‌ترین همکاری‌های آن‌ها تا به امروز تبدیل شد. این ترانه در جدول تک‌آهنگ‌های هلند در رتبهٔ ۱۶ و در جدول تک‌آهنگ‌های بریتانیا رتبهٔ ۷ را کسب کرد. هاردوی نخستین تک‌آهنگ انفرادی خود با نام «بوت‌کمپ» را در ۳۱ مهٔ ۲۰۱۴ منتشر کرد. ترانهٔ «آزادی» او با مایک هاوکینز بعداً در اوت همان سال منتشر شد. او سپس در ۱۳ نوامبر ۲۰۱۵ قطعهٔ «فیل‌های الکتریکی» را در اسپینین رکوردز منتشر کرد. در ۱۷ اکتبر ۲۰۱۶، او با همکار دی‌جی هلندی مارتین گریکس در تولید قطعهٔ «اسپاتلس» همکاری داشت.

## ترانه‌شناسی

### تک‌آهنگ‌ها
| عنوان                                                         | سال  | بهترین جایگاه‌ها در جدول‌های موسیقی | بهترین جایگاه‌ها در جدول‌های موسیقی | بهترین جایگاه‌ها در جدول‌های موسیقی | بهترین جایگاه‌ها در جدول‌های موسیقی | بهترین جایگاه‌ها در جدول‌های موسیقی | بهترین جایگاه‌ها در جدول‌های موسیقی | بهترین جایگاه‌ها در جدول‌های موسیقی | بهترین جایگاه‌ها در جدول‌های موسیقی | گواهینامه‌ها | آلبوم                   |
| عنوان                                                         | سال  | هلند                              | اتریش                             | بلژیک                             | فرانسه                            | آلمان                             | سوئد                              | سوئیس                             | بریتانیا                          | گواهینامه‌ها | آلبوم                   |
| ------------------------------------------------------------- | ---- | --------------------------------- | --------------------------------- | --------------------------------- | --------------------------------- | --------------------------------- | --------------------------------- | --------------------------------- | --------------------------------- | ----------- | ----------------------- |
| «بررسی کن»                                                    | ۲۰۱۱ | —                                 | —                                 | —                                 | —                                 | —                                 | —                                 | —                                 | —                                 |             | تک‌آهنگ‌های بدون آلبوم    |
| «کد ثبت نام» (به‌همراه مارتین گریکس)                           | ۲۰۱۲ | —                                 | —                                 | —                                 | —                                 | —                                 | —                                 | —                                 | —                                 |             | تک‌آهنگ‌های بدون آلبوم    |
| «خطای ۴۰۴» (به‌همراه مارتین گریکس)                             | ۲۰۱۳ | —                                 | —                                 | —                                 | —                                 | —                                 | —                                 | —                                 | —                                 |             | تک‌آهنگ‌های بدون آلبوم    |
| «ویزارد» (به‌همراه مارتین گریکس)                               | ۲۰۱۳ | ۱۶                                | ۳۴                                | ۶                                 | ۳۱                                | ۳۰                                | ۲۱                                | ۲۹                                | ۷                                 | - GLF: طلا  | آسان‌های طلایی           |
| «بوت‌کمپ»                                                      | ۲۰۱۴ | —                                 | —                                 | ۷۵                                | —                                 | —                                 | —                                 | —                                 | —                                 |             | تک‌آهنگ‌های خارج از آلبوم |
| «آزادی» (به‌همراه مایک هاوکینز)                                | ۲۰۱۴ | —                                 | —                                 | —                                 | —                                 | —                                 | —                                 | —                                 | —                                 |             | تک‌آهنگ‌های خارج از آلبوم |
| «وودو» (به‌همراه دابس)                                         | ۲۰۱۵ | —                                 | —                                 | —                                 | —                                 | —                                 | —                                 | —                                 | —                                 |             | تک‌آهنگ‌های خارج از آلبوم |
| «بیدار شو»                                                    | ۲۰۱۵ | —                                 | —                                 | —                                 | —                                 | —                                 | —                                 | —                                 | —                                 |             | تک‌آهنگ‌های خارج از آلبوم |
| «فیل‌های الکتریکی»                                             | ۲۰۱۵ | —                                 | —                                 | ۷۶                                | —                                 | —                                 | —                                 | —                                 | —                                 |             | تک‌آهنگ‌های خارج از آلبوم |
| «خانه» (به‌همراه فایربیتز)                                     | ۲۰۱۵ | —                                 | —                                 | —                                 | —                                 | —                                 | —                                 | —                                 | —                                 |             | تک‌آهنگ‌های خارج از آلبوم |
| «خیال‌پرستی»                                                   | ۲۰۱۶ | —                                 | —                                 | —                                 | —                                 | —                                 | —                                 | —                                 | —                                 |             | تک‌آهنگ‌های خارج از آلبوم |
| «ال ماریاچی» (به‌همراه بیس‌جکرز)                                | ۲۰۱۶ | —                                 | —                                 | —                                 | —                                 | —                                 | —                                 | —                                 | —                                 |             | تک‌آهنگ‌های خارج از آلبوم |
| «دایناسور» (به‌همراه بیس‌جکرز)                                  | ۲۰۱۶ | —                                 | —                                 | —                                 | —                                 | —                                 | —                                 | —                                 | —                                 |             | تک‌آهنگ‌های خارج از آلبوم |
| «سامنیا»                                                      | ۲۰۱۶ | —                                 | —                                 | —                                 | —                                 | —                                 | —                                 | —                                 | —                                 |             | تک‌آهنگ‌های خارج از آلبوم |
| «اسپاتلس» (به‌همراه مارتین گریکس)                              | ۲۰۱۶ | —                                 | —                                 | —                                 | —                                 | —                                 | —                                 | —                                 | —                                 |             | هفت                     |
| «آمستردام»                                                    | ۲۰۱۶ | —                                 | —                                 | —                                 | —                                 | —                                 | —                                 | —                                 | —                                 |             | تک‌آهنگ‌های خارج از آلبوم |
| «سایو»                                                        | ۲۰۱۷ | —                                 | —                                 | —                                 | —                                 | —                                 | —                                 | —                                 | —                                 |             | تک‌آهنگ‌های خارج از آلبوم |
| «آناناس طلایی»                                                | ۲۰۱۷ | —                                 | —                                 | —                                 | —                                 | —                                 | —                                 | —                                 | —                                 |             | تک‌آهنگ‌های خارج از آلبوم |
| «بهش نیاز دارم»                                               | ۲۰۱۷ | —                                 | —                                 | —                                 | —                                 | —                                 | —                                 | —                                 | —                                 |             | تک‌آهنگ‌های خارج از آلبوم |
| «یک میلیون تشکر»                                              | ۲۰۱۷ | —                                 | —                                 | —                                 | —                                 | —                                 | —                                 | —                                 | —                                 |             | تک‌آهنگ‌های خارج از آلبوم |
| «وایرد» (به‌همراه موتی و حضور بابت)                            | ۲۰۱۷ | —                                 | —                                 | —                                 | —                                 | —                                 | —                                 | —                                 | —                                 |             | تک‌آهنگ‌های خارج از آلبوم |
| «قهوه لطفاً»                                                   | ۲۰۱۸ | —                                 | —                                 | —                                 | —                                 | —                                 | —                                 | —                                 | —                                 |             | تک‌آهنگ‌های خارج از آلبوم |
| «اره مویی» (به‌همراه د هیم)                                    | ۲۰۱۸ | —                                 | —                                 | —                                 | —                                 | —                                 | —                                 | —                                 | —                                 |             | تک‌آهنگ‌های خارج از آلبوم |
| «نجاتم بده» (به‌همراه مستو)                                    | ۲۰۱۸ | —                                 | —                                 | —                                 | —                                 | —                                 | —                                 | —                                 | —                                 |             | تک‌آهنگ‌های خارج از آلبوم |
| «جامد»                                                        | ۲۰۱۸ | —                                 | —                                 | —                                 | —                                 | —                                 | —                                 | —                                 | —                                 |             | تک‌آهنگ‌های خارج از آلبوم |
| «بذار یه چیزی بهت بگم»                                        | ۲۰۱۸ | —                                 | —                                 | —                                 | —                                 | —                                 | —                                 | —                                 | —                                 |             | تک‌آهنگ‌های خارج از آلبوم |
| «حباب ئی‌دی‌ام» (به‌همراه مایک سرولو)                            | ۲۰۱۸ | —                                 | —                                 | —                                 | —                                 | —                                 | —                                 | —                                 | —                                 |             | تک‌آهنگ‌های خارج از آلبوم |
| «پارادایم»                                                    | ۲۰۱۸ | —                                 | —                                 | —                                 | —                                 | —                                 | —                                 | —                                 | —                                 |             | تک‌آهنگ‌های خارج از آلبوم |
| «بیگانگان»                                                    | ۲۰۱۹ | —                                 | —                                 | —                                 | —                                 | —                                 | —                                 | —                                 | —                                 |             | تک‌آهنگ‌های خارج از آلبوم |
| «بازدم»                                                       | ۲۰۱۹ | —                                 | —                                 | —                                 | —                                 | —                                 | —                                 | —                                 | —                                 |             | تک‌آهنگ‌های خارج از آلبوم |
| «گمشده»                                                       | ۲۰۱۹ | —                                 | —                                 | —                                 | —                                 | —                                 | —                                 | —                                 | —                                 |             | تک‌آهنگ‌های خارج از آلبوم |
| ««خرده‌وکال‌ها»                                                 | ۲۰۱۹ | —                                 | —                                 | —                                 | —                                 | —                                 | —                                 | —                                 | —                                 |             | تک‌آهنگ‌های خارج از آلبوم |
| «گوسفندها را می‌شمارم»                                         | ۲۰۱۹ | —                                 | —                                 | —                                 | —                                 | —                                 | —                                 | —                                 | —                                 |             | تک‌آهنگ‌های خارج از آلبوم |
| «ذهن وحشی» (با حضور تیفانی بلام)                              | ۲۰۱۹ | —                                 | —                                 | —                                 | —                                 | —                                 | —                                 | —                                 | —                                 |             | تک‌آهنگ‌های خارج از آلبوم |
| «عملیات تک‌شاخ»                                                | ۲۰۲۰ | —                                 | —                                 | —                                 | —                                 | —                                 | —                                 | —                                 | —                                 |             | تک‌آهنگ‌های خارج از آلبوم |
| «ترن هوایی»                                                   | ۲۰۲۰ | —                                 | —                                 | —                                 | —                                 | —                                 | —                                 | —                                 | —                                 |             | تک‌آهنگ‌های خارج از آلبوم |
| «ارتعاش‌ها»                                                    | ۲۰۲۰ | —                                 | —                                 | —                                 | —                                 | —                                 | —                                 | —                                 | —                                 |             | تک‌آهنگ‌های خارج از آلبوم |
| «بدو عزیزم، بدو» (به‌همراه تام اند جیم و جگوار)                | ۲۰۲۰ | —                                 | —                                 | —                                 | —                                 | —                                 | —                                 | —                                 | —                                 |             | تک‌آهنگ‌های خارج از آلبوم |
| «ببرشون بالا» (به‌همراه رابرت فالکون و با حضور ترسی)           | ۲۰۲۰ | —                                 | —                                 | —                                 | —                                 | —                                 | —                                 | —                                 | —                                 |             | تک‌آهنگ‌های خارج از آلبوم |
| «تمام شد» (با حضور جولیت کلیر و ایدن اوبراین)                 | ۲۰۲۰ | —                                 | —                                 | —                                 | —                                 | —                                 | —                                 | —                                 | —                                 |             | تک‌آهنگ‌های خارج از آلبوم |
| «پادشاهی‌ها» (به‌همراه تونگواگ)                                 | ۲۰۲۰ | —                                 | —                                 | —                                 | —                                 | —                                 | —                                 | —                                 | —                                 |             | تک‌آهنگ‌های خارج از آلبوم |
| «به سمت تو می‌دوم» (به‌همراه رابرت فالکون)                      | ۲۰۲۱ | —                                 | —                                 | —                                 | —                                 | —                                 | —                                 | —                                 | —                                 |             | تک‌آهنگ‌های خارج از آلبوم |
| «ترانهٔ پرنده»                                                 | ۲۰۲۱ | —                                 | —                                 | —                                 | —                                 | —                                 | —                                 | —                                 | —                                 |             | تک‌آهنگ‌های خارج از آلبوم |
| «در سرم»                                                      | ۲۰۲۱ | —                                 | —                                 | —                                 | —                                 | —                                 | —                                 | —                                 | —                                 |             | تک‌آهنگ‌های خارج از آلبوم |
| «فضای خارجی»                                                  | ۲۰۲۱ | —                                 | —                                 | —                                 | —                                 | —                                 | —                                 | —                                 | —                                 |             | تک‌آهنگ‌های خارج از آلبوم |
| «میلیون‌ها دلیل» (با حضور زوفیا)                               | ۲۰۲۱ | —                                 | —                                 | —                                 | —                                 | —                                 | —                                 | —                                 | —                                 |             | تک‌آهنگ‌های خارج از آلبوم |
| «مثل هیچ‌کس دیگر» (با حضور جیمز)                               | ۲۰۲۱ | —                                 | —                                 | —                                 | —                                 | —                                 | —                                 | —                                 | —                                 |             | تک‌آهنگ‌های خارج از آلبوم |
| «تا وقتی خورشید بدمد» (با حضور پولی‌آنا)                       | ۲۰۲۱ | —                                 | —                                 | —                                 | —                                 | —                                 | —                                 | —                                 | —                                 |             | تک‌آهنگ‌های خارج از آلبوم |
| «می‌خوام» (به‌همراه رتروویژن)                                   | ۲۰۲۲ | —                                 | —                                 | —                                 | —                                 | —                                 | —                                 | —                                 | —                                 |             | تک‌آهنگ‌های خارج از آلبوم |
| «بهشت محبوب من» (با حضور استیلث)                              | ۲۰۲۲ | —                                 | —                                 | —                                 | —                                 | —                                 | —                                 | —                                 | —                                 |             | تک‌آهنگ‌های خارج از آلبوم |
| «خوب نیست» (به‌همراه فایربیتز)                                 | ۲۰۲۲ | —                                 | —                                 | —                                 | —                                 | —                                 | —                                 | —                                 | —                                 |             | تک‌آهنگ‌های خارج از آلبوم |
| «خارج از ذهنم»                                                | ۲۰۲۲ | —                                 | —                                 | —                                 | —                                 | —                                 | —                                 | —                                 | —                                 |             | تک‌آهنگ‌های خارج از آلبوم |
| «قطعه‌ها»                                                      | ۲۰۲۲ | —                                 | —                                 | —                                 | —                                 | —                                 | —                                 | —                                 | —                                 |             | تک‌آهنگ‌های خارج از آلبوم |
| «—» نشانگر این است که قطعه در جدول‌های موسیقی قرار نگرفته است. |      |                                   |                                   |                                   |                                   |                                   |                                   |                                   |                                   |             |                         |

### ریمیکس‌ها
| عنوان                    | سال  | هنرمند(های) اصلی                                | ناشر                             |
| ------------------------ | ---- | ----------------------------------------------- | -------------------------------- |
| «هی دی‌جی»                | ۲۰۱۲ | دی آپوزیتس                                      | تاپ‌ناچ                           |
| «وحشی‌ها»                 | ۲۰۱۲ | فلو رایدا (با حضور سیا)                         | جی هاردوی                        |
| «تو را حس می‌کنم عشق من»  | ۲۰۱۲ | مارگارت برگر                                    | پالیدور                          |
| «دی.آی.زی.زی.وای»        | ۲۰۱۳ | دکتر پاپاسوف                                    | توئیستد پلستیک                   |
| «قطره»                   | ۲۰۱۴ | لثال بیزل                                       | پالیدور                          |
| «حالت»                   | ۲۰۱۶ | بینگو پلیرز                                     | هیستریا / اسپینین رکوردز         |
| «فراری‌ها»                | ۲۰۱۶ | سم فلت و دیپند (با حضور تیمو)                   | اسپینین رکوردز                   |
| «فراتر از لبه»           | ۲۰۱۷ | بورگیوس و تایدی (با حضور دیا)                   | ژئوسوس / آرمادا میوزیک           |
| «روزهای آفتابی»          | ۲۰۱۷ | آرمین ون بورن (با حضور جاش کامبی)               | آرمادا میوزیک                    |
| «این قله‌ها»              | ۲۰۱۷ | بیس‌جکرز و لوکاس اند استیو (با حضور کارولین پنل) | اسپینین رکوردز                   |
| «چطور دوستم داری»        | ۲۰۱۹ | هاردول (با حضور کانر مینارد و اسنوپ داگ)        | ریویلد میوزیک / اسپینین رکوردز   |
| «در تنها بودم خوب نیستم» | ۲۰۲۰ | کودکو                                           | میوزیکال فریدام / اسپینین رکوردز |

## جوایز و نامزدی‌ها

### ۱۰ دی‌جی برترمجله دی‌جی
| سال  | جایگاه | توضیحات    | م.     |
| ---- | ------ | ---------- | ------ |
| ۲۰۱۶ | ۸۹     | ورودی جدید | [ ۲۳ ] |
| ۲۰۱۷ | ۶۸     | —          | [ ۲۴ ] |
| ۲۰۱۸ | ۶۴     | —          | [ ۲۵ ] |
| ۲۰۲۲ | ۹۸     | ورود مجدد  | [ ۲۶ ] |
| ۲۰۲۳ | ۱۰۰    | —          | [ ۲۷ ] |